# Prins Caspian och skeppet Gryningen
Prins Caspian och skeppet Gryningen (engelska: Prince Caspian/The Voyage of the Dawn Treader) är en brittisk drama- och fantasyserie från 1989. Serien är baserad på romanerna Caspian, prins av Narnia och Kung Caspian och skeppet Gryningen i C S Lewis bokserie om landet Narnia. Den premiärsändes i Storbritannien 19 november 1989. Prins Caspian och skeppet Gryningen var den andra delen av en serie om Narnia som sändes 1988-1990, de två andra delserierna är Narnia: Häxan och lejonet och Silvertronen.

## Rollista i urval
- Warwick Davis – Reepicheep
- Jonathan R. Scott – Edmund Pevensie
- Sophie Wilcox – Lucy Pevensie
- David Thwaites – Eustace Scrubb
- Barbara Kellerman – The Hag
- Martin Stone – Varulven
- William Todd-Jones – Glenstorm / Aslan
- Tim Rose – Aslan
- Ronald Pickup – Aslan (röst)
- Ailsa Berk – Aslan / Drake
- Samuel West – Kung Caspian
- John Hallam – Kapten Drinian
- Guy Fithen – Rhince
- Neale McGrath – Rynelf
- Richard Dempsey – Peter Pevensie
- Sophie Cook – Susan Pevensie
- Jean Marc Perret – Prins Caspian
- Robert Lang – Kung Miraz
- Henry Woolf – Dr. Cornelius
- Julie Peters – Trufflehunter
- Joanna David – Trufflehunter
- George Claydon – Nikabrik
- Big Mick – Trumpkin
- Joe McGann – Lord Glozelle
- Rory Edwards – Lord Sopespian

## DVD
Serien finns utgiven på DVD.